# Liste von Informatikerinnen
Die Liste von Informatikerinnen enthält Informatikerinnen sowie Mathematikerinnen mit Schwerpunkt Informatik.

## Informatikerinnen

### A
- Susanne Albers (* 1965), deutsche Informatikprofessorin
- Noriko Arai (* 1962), japanische Mathematikerin, Informatikerin und Hochschullehrerin, Gründerin von Researchmap, beschäftigt sich mit mathematische Logik und Künstlicher Intelligenz
- Frances Allen (1932–2020), US-amerikanische Informatikerin und Pionierin der Compilertechnik
- Dana Angluin, Informatikprofessorin, bekannt für grundlegende Arbeiten im Bereich des maschinellen Lernens
- Kathleen Antonelli (1921–2006), irisch-amerikanische Programmiererin und eine der sechs ursprünglichen Programmiererinnen ENIAC, der erste  elektronische turingmächtige Universalrechner
- Valerie Anita Aurora (* 1978), US-amerikanische Informatikerin im Bereich  Dateisysteme in Linux, außerdem feministische Aktivistin

### B
- Hannah Bast (* 1970), deutsche Informatikprofessorin mit Schwerpunkt angewandte Algorithmen
- Susanne Biundo-Stephan (* 1955), deutsche Informatikprofessorin im Bereich Künstliche Intelligenz
- Sue Black (* 1962), britische Informatikprofessorin und Sozialunternehmerin
- Dorothy Blum (1924–1980), US-amerikanische Informatikerin und Kryptoanalytikerin
- Leonore Blum (* 1942), US-amerikanische mathematische Logikerin und Informatikerin, die sich mit Komplexitätstheorie beschäftigt
- Kathleen Booth (1922–2022), britische Mathematikerin und Informatikerin, die die erste Assemblersprache schrieb sowie den Assembler und den Autocode für die ersten Computersysteme am Birkbeck College der University of London entwarf
- Anita Borg (1949–2003), US-amerikanische Informatikerin, Vorreiterin des Cyberfeminismus
- Ivona Brandic (* 1977), österreichische Informatikprofessorin im Bereich Cloud Computing
- Anne Brüggemann-Klein (* 1956), deutsche Informatikprofessorin im Bereich des Document and Web-Engineering
- Joy Buolamwini (* 1989), ghanaisch-US-amerikanische Informatikerin

### C
- Ute Claussen (* 1962), deutsche Informatikerin mit Schwerpunkt Echtzeit-Bildverarbeitung und Lichtberechnung
- Sissi Closs (* 1954), deutsche Informatikprofessorin mit Schwerpunkt Informations- und Medientechnik
- Corinna Cortes (* 1961), dänische Informatikerin
- Véronique Cortier (* 20. Jahrhundert) französische Mathematikerin und Informatikerin, Forschungsdirektorin am Centre national de la recherche scientifique (CNRS) mit Forschungsschwerpunkt der angewandten mathematischen Logik für die formale Verifikation von Verschlüsselungsprotokolle
- Lorrie Cranor (* 1971), US-amerikanische Informatikprofessorin im Bereich Sicherheits- und Datenschutztechnologie
- Marian Croak (* 1955), US-amerikanische Informatikerin, Vice President of Engineering bei Google

### D
- Mariangiola Dezani-Ciancaglini (* 1946), italienische Informatikprofessorin im Bereich Logik und Typentheorie, maßgeblich an der Entwicklung der Intersection Types beteiligt
- Nathalie Drach-Temam (* 1966), französische Mathematikerin und Informatikprofessorin im Bereich von Hardware- und Softwareaspekten bei der Konstruktion von Mikroprozessoren, außerdem Wissenschaftsmanagerin

### E
- Annie Easley (1933–2011), US-amerikanische Informatikerin, Mathematikerin und Raketenwissenschaftlerin

### F
- Anja Feldmann (* 1966), deutsche Informatikerin im Bereich Internet-Verkehrsanalyse und -Modellierung sowie Internet-Routing
- Geraldine Fitzpatrick (* 1958), australische Informatikerin und Professorin, mit Schwerpunkt Healthcare-Technologie, insbesondere Ambient Assisted Living
- Christiane Floyd (* 1943), österreichische Informatikprofessorin, erste Professorin für Informatik im deutschsprachigen Raum
- Verena Fuchsberger-Staufer (* 1983), österreichische Informatikerin und Sozialwissenschaftlerin

### G
- Timnit Gebru (* 1982), Informatikerin im Bereich der KI
- Adele Goldberg (* 1945), US-amerikanische Informatikerin, Entwicklerin von Smalltalk
- Shafi Goldwasser (* 1958), Israel-US-amerikanische Informatikerin, forscht über Komplexitätstheorie, Kryptographie und Algorithmische Zahlentheorie.
- Evelyn Boyd Granville (1924–2023), US-amerikanische Informatikerin und Mathematikerin
- Isabelle Guyon (* 1961), französische Informatikprofessorin im Bereich maschinelles Lernen

### H
- Margeret Hamilton (* 1936), US-amerikanische Informatikerin und Mathematikerin
- Barbara Hammer (* 1970), deutsche Informatikprofessorin im Bereich maschinelles Lernen
- Marit Hansen (* 1969), deutsche Informatikerin mit Schwerpunkt Datenschutz
- Mary Jean Harrold (1947–2013), US-amerikanische Informatikprofessorin
- Sarah Hauser, Schweizer Informatikerprofessorin
- Grace Hopper (1906–1992), US-amerikanische Informatikerin und Computerpionierin
- Ayanna Howard (* 1972), US-amerikanische Spezialistin für Robotik

### I,J
- Kateryna Juschtschenko (1919–2001), ukrainisch-sowjetische Mathematikerin, Kybernetikerin und Hochschullehrerin, erfand die Adressen-Programmiersprache ein Konzept Analog zu den Zeigern
- Karen Spärck Jones (1935–2007), britische Mathematikerin und Informatikerin, Entdeckerin der Inversen Dokumenthäufigkeit

### K
- Leslie Kaelbling (* 1961), US-amerikanische Informatikerin im Bereich KI und maschinelles Lernen
- Julia Kempe (* 1973), deutsch-französisch-israelische Mathematikerin, Physikerin, Informatikerin und Hochschullehrerin mit Forschungsschwerpunkt auf Data Science, Machine Learning und Quantencomputern
- Barbara König, deutsche Informatikerprofessorin im Bereich theoretische Informatik
- Antje Krause (* 1966), deutsche Bioinformatikerin
- Constanze Kurz (* 1974), deutsche Informatikerin, Sprecherin des Chaos Computer Club

### L
- Susan Landau (* 1954), US-amerikanische Mathematikerin und Informatikerin, Professorin für Netzsicherheit.
- Mirella Lapata, Informatikprofessorin im Bereich Natural Language Processing
- Andrea Lawrence (* 1946), US-amerikanische Informatikerin, erste promovierte Afroamerikanerin
- Stefanie Lindstaedt (* 1968), deutsch-österreichische Informatikprofessorin im Bereich angewandte Informatik mit Schwerpunkt Wissensmanagement
- Helen Ling (* 1928), US-amerikanische Informatikerin, Human Computer Supervisor am JPL
- Barbara Liskov (* 1939), US-amerikanische Mathematikerin und Informatikerin sowie Professorin für Elektrotechnik und Informatik am MIT, Pionierbeiträge zu Programmiersprachen und verteiltes Rechnen
- Ada Lovelace (1815–1852), britische Mathematikerin
- Ulrike Lucke (* 1975), deutsche Informatikprofessorin
- Nancy Lynch (* 1948), US-amerikanische Informatikprofessorin, bewies gemeinsam mit Seth Gilbert das CAP-Theorem

### M,N
- Hilary Mason, US-amerikanische Informatikerin im Bereich maschinelles Lernen
- Erdmuthe Meyer zu Bexten (* 1962), deutsche Informatikerin im Bereich praktische Informatik mit Schwerpunkt auf barrierefreie IT
- Katharina Morik (* 1954), deutsche Informatikprofessorin im Bereich maschinelles Lernen und Data Mining
- Claudia Müller-Birn (* 1976), deutsche Informatikprofessorin im Bereich Webwissenschaft und Human Centered Computing

### O
- Adenike Osofisan (* 1950), nigerianische Informatikerprofessorin, erste afrikanische Frau mit einer Professur in der Informatik

### P
- Radia Perlman (* 1951), US-amerikanische Informatikerin und Netzwerktechnikerin
- Rozsa Peter (1905–1977), ungarische Mathematikerin und Logikerin, die wesentlich zur Theorie der rekursiven Funktionen beigetragen hat
- Johanna Piesch (1898–1992), österreichische Bibliothekarin, Mathematikerin, Physikerin und Informatikpionierin, veröffentlichte erste Arbeiten zur Schaltalgebra

### Q,R
- Ida Rhodes (1900–1986), ukrainisch-amerikanische Mathematikerin und Computerpionierin

### S
- Jean Sammet (1928–2017), US-amerikanische Informatikerin
- Angela Sasse, deutsche Informatikprofessorin mit Schwerpunkt Human-Centered Security
- Ulrike Sattler (* 1966), deutsche Informatikerin und Professorin mit Schwerpunkt auf Logik zur Wissensrepräsentation
- Gabriele Schade (* 1952), deutsche Informatikprofessorin mit den Schwerpunkten Usability und User Experience, Softwaretechnik und Software-Ergonomie
- Heidi Schelhowe (1949–2021), deutsche Informatikprofessorin mit dem Schwerpunkt „Digitale Medien in der Bildung“
- Ina Schieferdecker (* 1967), deutsche Informatikprofessorin mit Schwerpunkt Testautomatisierung
- Cordelia Schmid (* 1967), deutsche Informatikerin mit dem Schwerpunkt Computer-Vision
- Ute Schmid (* 1965), deutsche Informatikprofessorin, im Bereich Kognitive Systeme
- Tanja Schultz (* 1964), deutsche Informatikprofessorin, im Bereich Sprach- und Biosignalverarbeitung
- Juliane Siegeris (* 1972), deutsche Wirtschaftsinformatikerin und Professorin für Softwaretechnik

### T
- Éva Tardos (* 1957), ungarische Mathematikerin und Informatikerin, beschäftigt sich mit Algorithmen und Komplexitätstheorie, insbesondere kombinatorischen Optimierungsproblemen auf Graphen und Netzwerken
- Veye Tatah (* 1971), deutsch-kamerunische Informatikerin und Herausgeberin des Magazins African Positive
- Valerie Taylor (* 1963), US-amerikanische Hochschulprofessorin
- Veronika Thurner (* 1969), deutsche Informatikprofessorin mit Schwerpunkten in den Bereichen Software Engineering und Fachdidaktik der Informatik
- Lila Tretikov (* 1978), russisch-amerikanische Informatikerin, ehemalige Geschäftsführerin der Wikimedia Foundation

### U,V
- Ulrike von Luxburg (* 1975), deutsche Informatikprofessorin
- Klara Dan von Neumann (1911–1963), ungarisch-amerikanische Informatikerin, gilt als eine der ersten Computerprogrammiererinnen
- Karin Vosseberg (* 1962), deutsche Informatikprofessorin

### W
- Dorothea Wagner (* 1957), deutsche Informatikprofessorin mit Schwerpunkt Algorithmen insbesondere zur Routenplanung, für die Optimierung von Energiesystemen sowie für die Analyse und Visualisierung von Netzwerkdaten
- Debora Weber-Wulff (* 1957), deutsche Informatikerin, die sich in der Plagiatsforschung engagiert
- Sigrid Wenzel, deutsche Informatikprofessorin im Bereich Produktionsorganisation
- Gladys West (* 1931), US-amerikanische Mathematikerin
- Alma Whitten, ehemalige Datenschutzbeauftragte bei Google
- Mary Lee Woods (1924–2017), britische Mathematikerin und Computerprogrammiererin, die in einem Team arbeitete, das Programme an der School of Computer Science an der University of Manchester für den Mark I, den Ferranti Mark I und den Mark 1 Star Computer entwickelte.

### X,Y,Z
- Martina Zitterbart (* 1963), deutsche Informatikprofessorin im Bereich der Kommunikationssysteme
- Katharina Zweig (* 1976), deutsche Informatikprofessorin im Bereich Algorithm Accountability